# Josef Blau
Josef Blau (12. srpna 1872 Nýrsko – 22. října 1960 Straubing) byl sudetoněmecký učitel, vlastenec a historik.

## Život

### Mládí
Narodil se do rodiny obuvníka v Nýrsku, jeho rodiči byli Josef a Barbora Blauovi, měl ještě mladší sourozence Marii a Eduarda. Po absolvování obecné a měšťanské školy v Nýrsku (1878–1886) pracoval od roku 1887 jako písař u nýrského notáře Alberta Sandera. Na Sanderovo doporučení začal Blau ve svých osmnácti letech studovat německý učitelský ústav v Praze.

### Učitel v Pošumaví
V roce 1894 se z Prahy vrátil do rodného kraje a vyučoval na školách ve vesnicích v okolí Nýrska – nejprve v Dešenicích (1894–1897), pak ve Svaté Kateřině (1897) a od roku 1897 v Červeném Dřevě.
V době druhého sňatku (1900) Blau působil jako učitel v Orlovicích, bydlící v čp. 19, a žil tam s rodinou do roku 1907. Poté se stal řídícím učitelem ve Staré Lhotě, kde setrval až do roku 1924.
V letech 1924 –1929 byl učitelem v Nýrsku. Už předtím ale vedl nýrskou kroniku.

### Rodinný život
Dne 10. února 1897 se oženil s Marií Annou Stuiber (* 1874), dcerou mlynáře v Milencích. Manželé žili v čp. 11 v Červeném Dřevě a narodily se jim děti Hildegard (̈* 4. listopadu 1897) a Karel (* 26. ledna 1899), dcera však zemřela devět dnů po dovršení jednoho roku. Manželka Marie Anna se krátce po narození syna smrtelně zranila pádem ze schodů a 13. listopadu 1898 zemřela.
Dne 5. září 1900 se ovdovělý Blau v Červeném Dřevě oženil s Barborou (Betty) Jindřichovou (* 29. 5. 1867), sestrou skladatele Jindřicha Jindřicha.
V roce 1918 odmaturoval jeho syn Karel na německém gymnáziu v Plzni a chtěl studovat medicínu. Nejprve však musel nastoupit vojenskou službu a byl poslán na italskou frontu. Tam ve vojenské nemocnici v Perginu u Tridentu 24. září 1918 na úplavici a ledvinový zánět zemřel.

### Závěr života
Stejně jako Hans Watzlik i Josef Blau těžce nesl nucený poválečný odchod Němců; v Německu 22. října 1960 zemřel.

## Národnostní postoj
Blau byl ve svých postojích k Čechům mírný a přátelský – svým dílem rozšiřoval povědomí o chodských zvycích, překládal české pohádky i moderní díla českých autorů. Přeložil například román Jindřicha Šimona Baara Jan Cimbura, který vyšel pod německým názvem Johann Cimbura: eine südböhmische Idylle. Ani on se však nevyhnul příklonu k nacistickému Německu – to když tisk po odtržení Sudet otiskl jeho uvítání připojení k Říši.

## Dílo
Josef Blau byl nadšeným historikem, který se zaměřoval především na život Králováků, mimo jiné zpracoval ale i historii židovského obyvatelstva v Nýrsku. Ve svých dílech nikdy nezapíral své učitelské povolání – učitel by podle něj měl být osobností města a jednou z hlavních autorit a kladl proto na učitele vysoké požadavky. Jedním z nich bylo, aby učitel "znal jazyk národnostního protivníka."
Vrcholem Blauova historického bádání je kniha Geschichte der künischen Freibauern im Böhmerwald.
Dalším vydávaným dílem je kniha Die Glasmacher im Böhmer- und Bayerwald in Volkskunde und Kulturgeschichte, na kterou navazuje druhý díl s názvem Glasmacher im Böhmer- und Bayerwald. Band 2, Familienkunde.

### Překlady
Do češtiny byla z rozsáhlého Blauova díla přeložena jediná publikace (stav 2020):
- Česká bojiště (válečné události v údolí Úhlavy a v území zemské brány Všeruby – Furth im Wald, přeložil Roman Velkoborský; V Nýrsku, Muzeum Královského hvozdu z.s., 2019)